# 突袭2
《突袭2》是一款以二战为背景的即时战术游戏，是突袭系列的第二部作品。相比前作中的苏军、德军、盟军（英美军）三方势力，本作中追加了日军这一势力。

## 突袭：资源战争
《突袭：资源战争》（英語：Sudden Strike: Resource War）是基于《突袭2》引擎制作的独立资料片（无需突袭2原版游戏支持）。于2004年11月在北美发售。《突袭：资源战争》中包含有地图编辑器。